# Cémentite
La cémentite est un carbure de fer de formule Fe3C (fractions massiques : 93,3 % de fer, 6,67 % de carbone), qui cristallise dans le système orthorhombique avec une masse volumique de 7,662 g/cm3, légèrement inférieure à celle du fer (7,874 g/cm3).
La cémentite est un constituant commun des produits de la sidérurgie, comme les aciers et les fontes blanches, dont il contribue aux propriétés physiques et mécaniques. Des éléments tels que le manganèse ou le chrome peuvent se substituer partiellement au fer. À l'état pur, c'est une céramique.
La cémentite existe dans la nature, sous la forme du minéral appelé cohénite. La cohénite est présente dans les météorites de fer (où elle a été découverte) et les météorites mixtes, où le fer est partiellement substitué par du nickel et du cobalt. On la trouve aussi dans certaines roches terrestres mais elle est très rare, on ne la rencontre que dans des contextes extrêmement réducteurs.

## Origine du nom
Le nom de cémentite est issu des recherches de Floris Osmond et J. Werth, où l'acier solidifié avait une structure cellulaire, Fe3C formant l'enveloppe des cellules constituées de ferrite : Fe3C « cimentait » le fer (« ciment » se dit cement en anglais).

## Propriétés
La cémentite est un matériau fragile (A% = 0, Rm = 700 MPa), résistant à l'usure, et très dur, avec une dureté Vickers généralement évaluée autour de 800. Elle n'est pas usinable, et sa présence sous forme d'inclusions dans la perlite et la bainite est susceptible d'altérer l'usinabilité de ces matériaux et d'induire l'usure par abrasion des outils de tour.
À température ambiante, la cémentite est ferromagnétique, avec une température de Curie de 460 K (186,85 °C).
La cémentite est thermodynamiquement métastable, et peut se décomposer en ferrite α et en graphite sous l'effet d'un recuit très long ou d'un refroidissement très lent :
Fe3C ⟶ 3 Fe + C.
En pratique elle ne se décompose que si on la maintient à des températures supérieures au point eutectoïde (723 °C). Selon la plupart des diagrammes fer-carbone (de), elle peut exister à l'état solide jusqu'à environ 1 230 à 1 320 °C, ce qui correspond techniquement à son point de fusion, mais, selon ces diagrammes, elle peut commencer à fondre dès 1 148 °C, point de fusion de la lédéburite, eutectique du diagramme.
La cémentite est dite primaire lorsqu'elle provient de la cristallisation de la phase liquide à une concentration massique en carbone supérieure à 4,3 %, correspondant à l'eutectique du diagramme fer-carbone. Elle est dite secondaire lorsqu'elle est obtenue par précipitation avec l'austénite en dessous de cette concentration en carbone, et tertiaire avec la ferrite en dessous d'une concentration massique en carbone de 0,8 %.

## Dans les aciers

Structure de l'acier selon la teneur en carbone ; la cémentite est en bleu.

Les aciers ont des teneurs relativement faibles en carbone (moins de 2,11 %C massique). De ce fait, le carbone n'atteint jamais localement la concentration nécessaire pour former du graphite. Pour décrire les aciers, on utilise donc un diagramme binaire fer-carbone métastable, où figure la cémentite.
Lors de la coulée, l'acier se solidifie sous forme d'austénite (fer γ). En dessous d'une certaine température, l'austénite se décompose.
Dans le cas du refroidissement lent d'un acier hypoeutectoide (dont la teneur en carbone est inférieure à 0,77 %C massique), l'austénite se transforme en ferrite (fer α) ; celui-ci peut contenir moins de carbone que l'austénite, donc l'austénite résiduelle s'enrichit en carbone et se transforme :
- soit en cémentite si l'acier contient très peu de carbone (moins de 0,022 %C en masse) ;
- soit en perlite (eutectoïde), qui est une succession de lamelles de ferrite et de cémentite.

Dans le cas du refroidissement lent d'un acier hypereutectoïde (dont la teneur en carbone est comprise entre 0,77 et 2,11 %C massique), l'austénite se transforme en cémentite ; celui-ci peut contenir plus de carbone que l'austénite, donc l'austénite résiduelle s'appauvrit en carbone et se transforme en perlite.
Les phases formées sont différentes si l'acier contient suffisamment de carbone (plus de 0,3 % massique) et que le refroidissement est suffisamment rapide (trempe) : martensite (phase hors équilibre formée par mécanisme de cisaillement), bainite et de troostite.
La perlite sphéroïdale ou perlite coalescée est un agrégat de ferrite et de cémentite se présentant sous forme de précipités globulaires de cémentite dans une matrice ferritique.

## Dans les fontes
Les fontes ont des teneurs plus importantes en carbone. 
Pour des vitesses de refroidissement lentes, et surtout avec des éléments d'alliage dits « graphitisants » (silicium, cuivre, nickel), on peut avoir formation de graphite (fonte grise). Cela se fait en appauvrissant l'austénite en carbone ; en dessous d'une certaine teneur dépendant de la vitesse de refroidissement, le graphite formé reste tel quel, et le reste de l'alliage se comporte comme un acier, donc avec formation de cémentite.
Pour les vitesses de refroidissement rapides, et notamment en présence d'éléments anti-graphitisants (manganèse), il ne se forme pas de graphite mais que de la cémentite (fonte blanche).
On utilise donc deux diagrammes binaires : le diagramme métastable (à cémentite) et le diagramme stable (à graphite).